# Nationale Scheveningen Cabaretprijs
De Nationale Scheveningen Cabaretprijs was een cabaretprijs die jaarlijks werd uitgereikt aan een Nederlands cabaretprogramma. In 1983 werd de prijs in het leven geroepen ter promotie van het cabaret en promotie van de badplaats Scheveningen.
In 1987 blunderde de jury door een reünievoorstelling van Don Quishocking als winnaar aan te wijzen, terwijl dat gezelschap al enkele jaren niet meer bestond. Ter gelegenheid van het eerste lustrum van de Nationale Scheveningen Cabaretprijs werd in 1987 een oeuvreprijs ingesteld, die ten deel viel aan Annie M.G. Schmidt. In 1988 accepteerde Youp van 't Hek weliswaar de prijs, maar gaf te kennen dat hij een jury met daarin Jacques d'Ancona niet serieus kon nemen. In 1990 weigerde Freek de Jonge de prijs, omdat hij stelde dat voor hem de waardering van het publiek genoeg was, "en daar hoeven niet nog eens prijzen bij". In 1998 weigerden Van Vleuten en Van Muiswinkel de prijs toen bleek dat zij tweede keuze waren nadat Brigitte Kaandorp de prijs geweigerd had. Hierdoor hield in 1999 de prijs op te bestaan.

## Winnaars
| Jaar      | Cabaretier                                          | Programma                             |
| --------- | --------------------------------------------------- | ------------------------------------- |
| 1983      | Herman van Veen                                     | niet voor een specifieke voorstelling |
| 1984      | Martine Bijl                                        | Martine                               |
| 1985      | Jenny Arean                                         | niet voor een specifieke voorstelling |
| 1986      | Adèle Bloemendaal                                   | Adèle in korte broek                  |
| 1987      | (Voorheen) Don Quishocking                          | Instituut Zwagerman                   |
| 1988      | Youp van 't Hek                                     | Hond Op Het IJs                       |
| 1989/1990 | Joep Onderdelinden, Hans Breetveld en Paul de Leeuw | Beste maatjes                         |
| 1991      | Zak en As                                           | As Ontkent Alles                      |
| 1992      | Freek de Jonge*                                     | Losse Nummers                         |
| 1993      | Harrie Jekkers                                      | Met een Goudvis naar Zee              |
| 1994      | Mini & Maxi                                         | Scherzo                               |
| 1995      | De Berini's                                         | Almondestraat 53a                     |
| 1995      | Conny Stuart                                        | oeuvreprijs                           |
| 1996      | Hans Teeuwen*                                       | Met een Breierdeck                    |
| 1997      | Bram Vermeulen                                      | Polonaise                             |
| 1998      | Van Vleuten en Van Muiswinkel*                      | Mannen van de Wereld                  |

(*) Weigerden de prijs